# Степной заказник (Татарстан)
Заказник «Степной» — государственный природный комплексный заказник регионального значения, расположенный в Лениногорском районе Татарстана.

## География

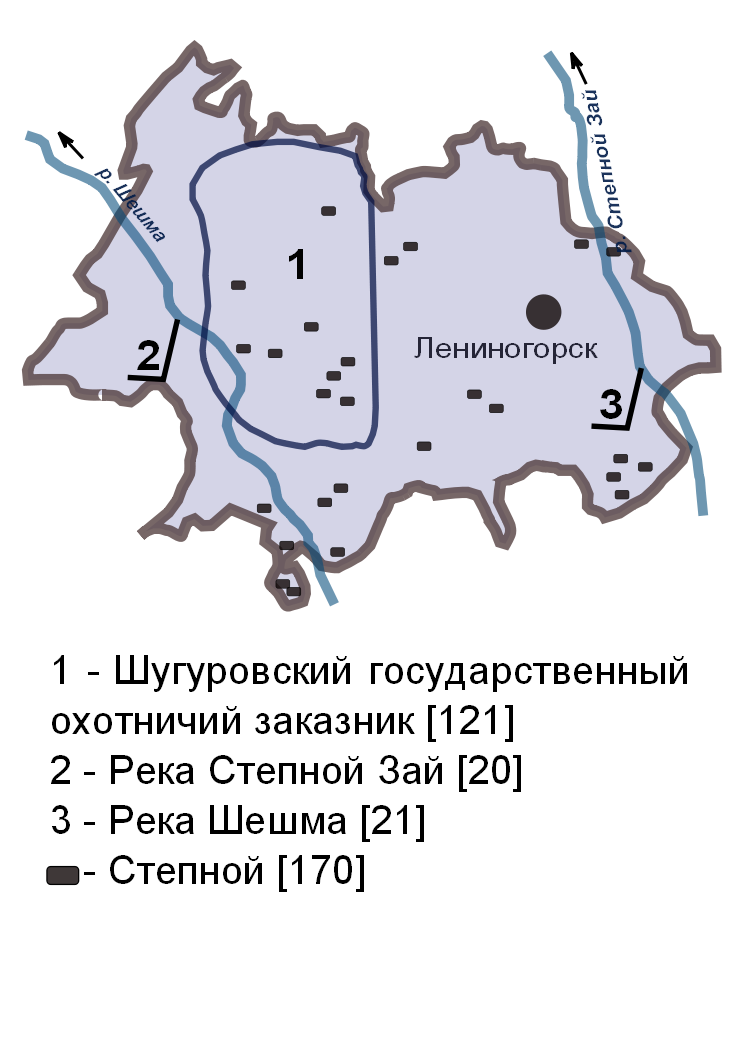
Карта-схема особо охраняемых природных территорий в Лениногорском муниципальном районе

Заказник состоит из 31 степного и лесостепного участка общей площадью 58,3 км², расположенных на Бугульминско-Белебеевской и Шугуровской возвышенностях. Абсолютные отметки рельефа колеблются в диапазоне от 90 до 340 м. Особенностью рельефа является довольно значительная расчленённость его сетью речных долин, оврагов и логов.

## Описание
- На территории заказника широкий спектр флористического разнообразия. Преобладает подмаренник русский, клубника зеленая, тимьян Маршалла, ковыль перистый, овсяница, типчак, ковыль. Представлено более 90 видов сосудистых растений, из занесенных в Красную книгу РТ отмечен лук линейный, песчанка длиннолистная, скабиоза бледно-желтая.[2] Леса представлены дубовыми, липовыми, березовыми, осиновыми, сосновыми и кленовыми формациями.[3]

- Птичий мир достаточно разнообразен. Всего на территории заказника отмечено 68 видов птиц. Особенно распространён полевой жаворонок. Немногочисленны: жёлтая трясогузка, перепел, полевой лунь, полевой конёк. В районе также обитают 9 видов птиц, занесенных в Красную книгу РТ: орёл-могильник, перепел, куропатка, полевой лунь, луговой лунь, ушастая сова, мохноногий сыч, золотистая щурка, зелёный дятел.[4]